# Lee Hye-min
Lee Hye-min (koreanisch 이혜민; * 17. Juli 1986) ist eine ehemalige südkoreanische Tennisspielerin.

## Karriere
Lee gewann drei Doppeltitel auf Turnieren des ITF Women’s Circuit.
Ihr erstes Turnier auf der WTA Tour spielte sie bei den KDB Korea Open 2013, als sie zusammen mit ihrer Partnerin Hong Seung-yeon eine Wildcard für das Hauptfeld im Damendoppel erhielt. Sie verlor aber die Begegnung gegen Shūko Aoyama und Megan Moulton-Levy mit 3:6 und 3:6. Bei den KIA Korea Open 2014 startete sie zusammen mit ihrer Partnerin Lee Se-jin erneut im Hauptfeld des Damendoppels, scheiterte aber erneut bereits in der ersten Runde gegen Elena Bogdan und Hiroko Kuwata mit 1:6 und 2:6.

## Turniersiege

### Doppel
| Nr. | Datum             | Turnier  | Kategorie   | Belag     | Partnerin       | Finalgegnerinnen                   | Ergebnis         |
| --- | ----------------- | -------- | ----------- | --------- | --------------- | ---------------------------------- | ---------------- |
| 1.  | 8. September 2013 | Yeongwol | ITF $10.000 | Hartplatz | Hong Seung-yeon | Ayu-Fani Damayanti Lavinia Tananta | 5:7, 6:2, [10:5] |
| 2.  | 6. Dezember 2013  | Hongkong | ITF $10.000 | Hartplatz | Hong Seung-yeon | Hsieh Shu-ying Yang Chia-hsien     | 6:1, 7:62        |
| 3.  | 30. August 2014   | Yeongwol | ITF $10.000 | Hartplatz | Kim Na-ri       | Kang Seo-kyung Hong Seung-yeon     | 4:6, 6:4, [11:9] |